# Rosettfibblesläktet
Rosettfibblor (Hypochaeris) är ett släkte av korgblommiga växter. Rosettfibblor ingår i familjen korgblommiga växter.
I Sverige förekommer arterna H. glabra (åkerfibbla), H. makulata (slåtterfibbla) och H. radicata (rotfibbla).

## Bildgalleri

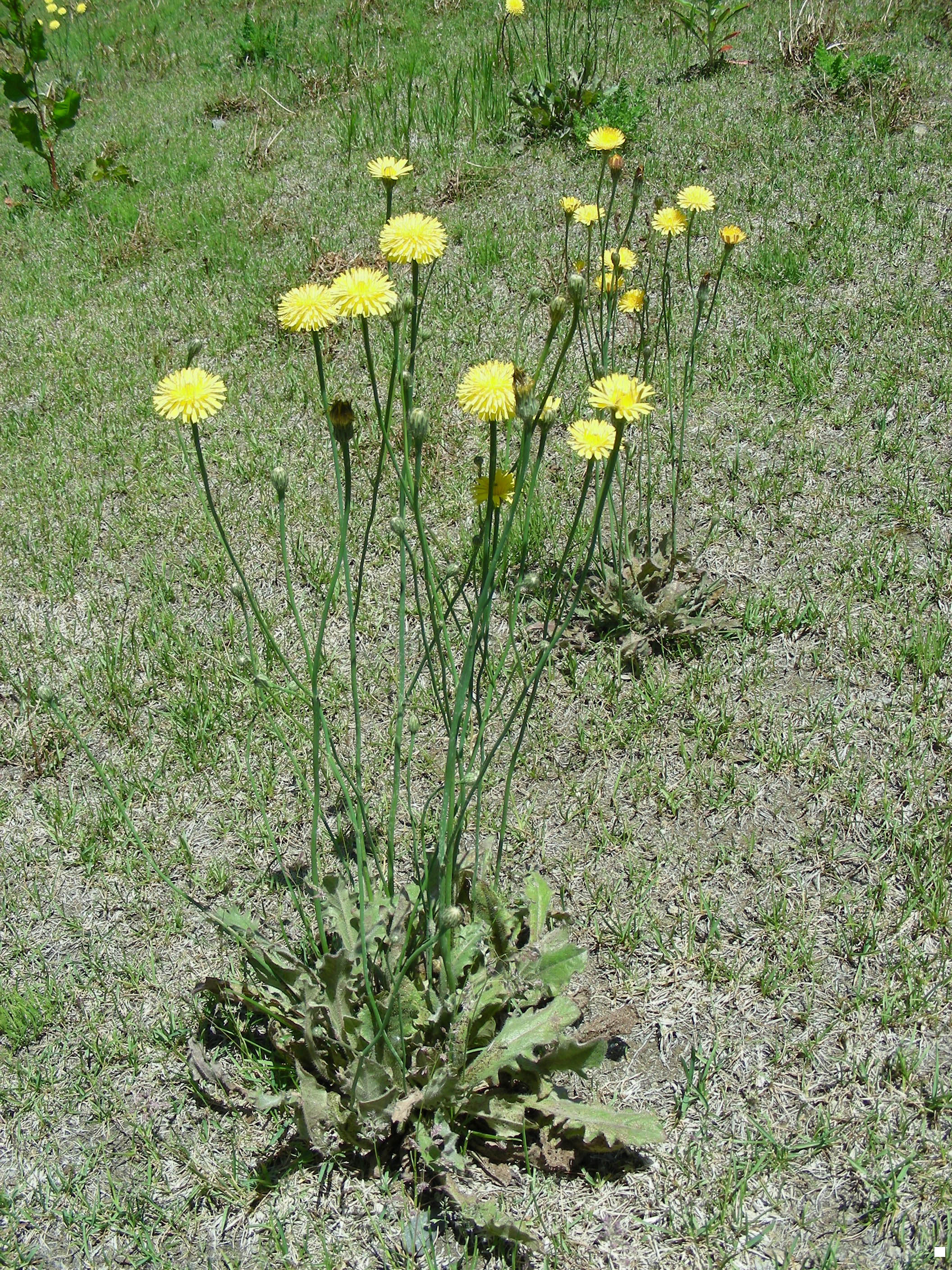
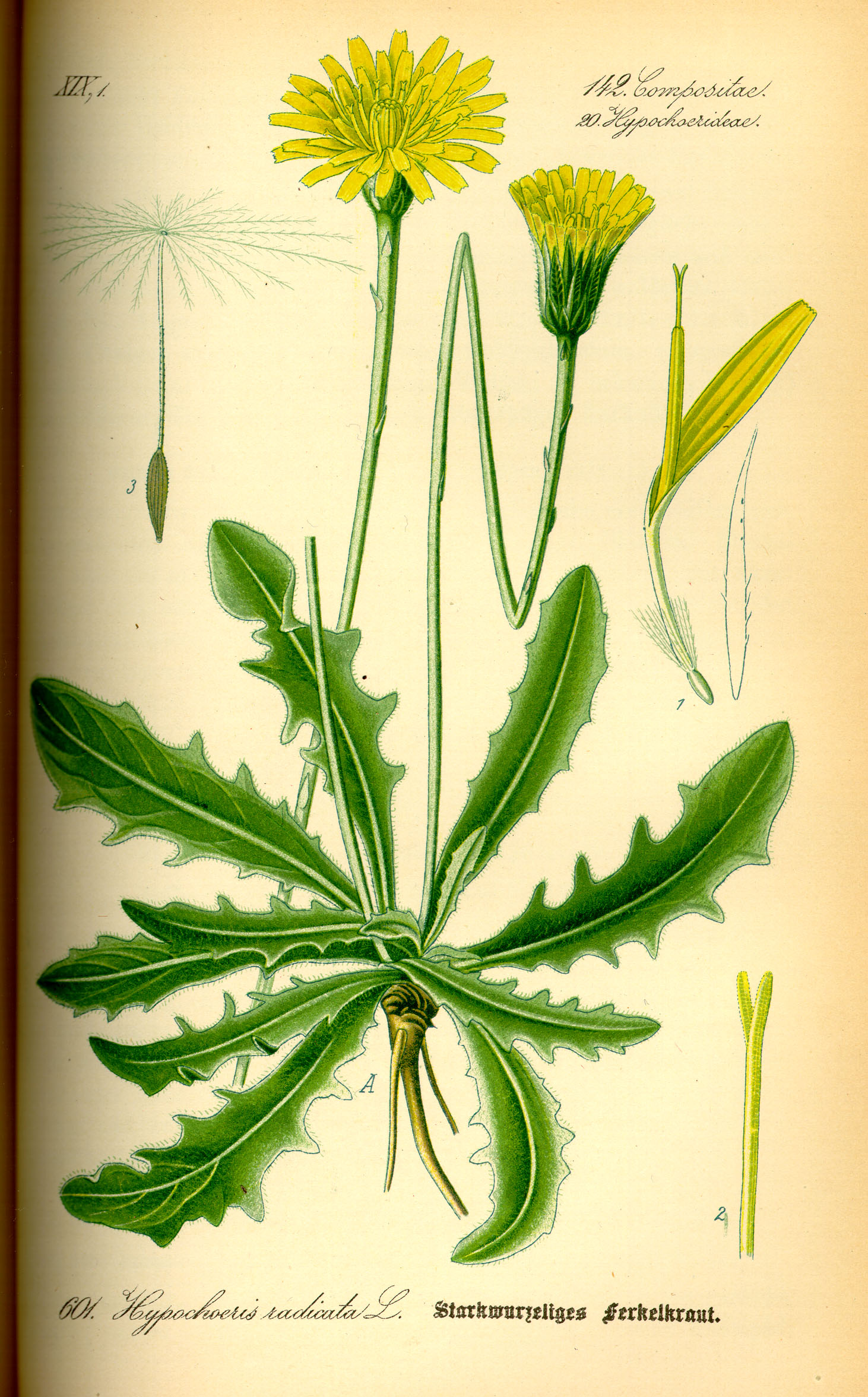

## Dottertaxa till Rosettfibblor, i alfabetisk ordning[1]
- Hypochaeris acaulis
- Hypochaeris achyrophorus
- Hypochaeris alba
- Hypochaeris albiflora
- Hypochaeris angustifolia
- Hypochaeris apargioides
- Hypochaeris arachnoides
- Hypochaeris arenaria
- Hypochaeris atlantica
- Hypochaeris balbisii
- Hypochaeris caespitosa
- Hypochaeris catharinensis
- Hypochaeris chillensis
- Hypochaeris chondrilloides
- Hypochaeris chubutensis
- Hypochaeris ciliata
- Hypochaeris clarionoides
- Hypochaeris claryi
- Hypochaeris confusa
- Hypochaeris crepidioides
- Hypochaeris cretensis
- Hypochaeris cupressorum
- Hypochaeris deserticola
- Hypochaeris dolosa
- Hypochaeris dubia
- Hypochaeris echegarayi
- Hypochaeris elata
- Hypochaeris erecta
- Hypochaeris eremophila
- Hypochaeris eriolaena
- Hypochaeris foliosa
- Hypochaeris gayana
- Hypochaeris glabra
- Hypochaeris glabrata
- Hypochaeris graminea
- Hypochaeris grandidentata
- Hypochaeris grandiflorus
- Hypochaeris grisebachii
- Hypochaeris helvetica
- Hypochaeris hirta
- Hypochaeris hispidula
- Hypochaeris hohenackeri
- Hypochaeris incana
- Hypochaeris jussieui
- Hypochaeris laciniosa
- Hypochaeris leontodontoides
- Hypochaeris lessingii
- Hypochaeris linearifolia
- Hypochaeris lutea
- Hypochaeris maculata
- Hypochaeris magellanica
- Hypochaeris megapotamica
- Hypochaeris melanolepis
- Hypochaeris meyeniana
- Hypochaeris microcephala
- Hypochaeris montana
- Hypochaeris mucida
- Hypochaeris nahuelvutae
- Hypochaeris neopinnatifida
- Hypochaeris oligocephala
- Hypochaeris palustris
- Hypochaeris pampasica
- Hypochaeris parvifolia
- Hypochaeris patagonica
- Hypochaeris petiolaris
- Hypochaeris pilosa
- Hypochaeris procumbens
- Hypochaeris radiata
- Hypochaeris radicata
- Hypochaeris robertia
- Hypochaeris rutea
- Hypochaeris saldensis
- Hypochaeris salzmanniana
- Hypochaeris schizoglossa
- Hypochaeris scorzonerae
- Hypochaeris serioloides
- Hypochaeris sessiliflora
- Hypochaeris setosa
- Hypochaeris shermanum
- Hypochaeris sichorioides
- Hypochaeris soratensis
- Hypochaeris spathulata
- Hypochaeris taraxacoides
- Hypochaeris tenerifolia
- Hypochaeris tenuiflora
- Hypochaeris tenuifolia
- Hypochaeris thermarum
- Hypochaeris thrincioides
- Hypochaeris toltensis
- Hypochaeris tropicalis
- Hypochaeris uniflora
- Hypochaeris variegata
- Hypochaeris webbii